# Флавия Максимиана Феодора
Фла́вия Максимиа́на Феодо́ра была падчерицей римского императора Максимиана. Её родителями были Флавий Афраний Аннибалиан и его жена Евтропия, с которой он развёлся ранее 283 года. Евтропия впоследствии стала женой Максимиана. Также есть версия Тимоти Барнса что Феодора была не падчерицей а дочерью Максимиана, так как более надёжные источники, в отличии от «Императорской истории Энмана», называют дочерью Максимиана. Согласно этой версии, она родилась от первой неизвестной жены Максимиана, которая возможно была дочерью Афрания Ганнибалиана. Отец Феодоры был консулом в 292 году и префектом претория при Диоклетиане. В 293 году она вышла замуж за Констанция I Хлора после того, как он развёлся со своей первой женой Еленой, чтобы укрепить своё политическое положение.
Констанций I Хлор и Феодора имели шестеро детей:
- Далмаций Старший;
- Юлий Констанций;
- Ганнибалиан Старший;
- Анастасия;
- Флавия Юлия Констанция, супруга Лициния;
- Евтропия, мать Непоциана.